# Il furore della Cina colpisce ancora
Il furore della Cina colpisce ancora (cinese: 唐山大兄, noto anche come The Big Boss) è un film del 1971 diretto da Lo Wei. Gli attori principali sono Bruce Lee, Maria Yi e James Tien.
Il film fu il primo grande successo da protagonista per Lee e ne consacrò il mito in tutto l'oriente, ma in Europa e negli USA venne distribuito come falso secondo film dell'attore, dopo il successo internazionale di Dalla Cina con furore, uscito nel 1972.

## Trama
Un ragazzo di nome Chen arriva dalla Cina in una piccola città della Thailandia, in cerca di lavoro. Chen è un esperto di arti marziali, ma ha promesso alla madre (e tale promessa è rappresentata da un ciondolo che porta al collo) che non avrebbe più combattuto. Viene ospitato da un cugino e da alcuni suoi amici, si innamora della bella cugina, e riesce a trovare lavoro in una fabbrica di ghiaccio. Il primo giorno di lavoro però, rompe una colonna di ghiaccio, e per questo viene punito e colpito al volto, mettendo subito a dura prova la promessa che aveva fatto alla madre. Due amici del cugino trovano all'interno della colonna di ghiaccio un pacchetto di droga. Il direttore della fabbrica prima cerca di corromperli, e non riuscendoci li fa uccidere. Insospettito dalla loro scomparsa, il cugino di Chen va a chiedere spiegazioni al padrone della fabbrica (il direttore si era giustificato dicendo che gli scomparsi erano stati invitati da lui), minaccia di chiamare la polizia e viene ucciso anche lui. Esasperati da queste sparizioni e dal comportamento del direttore, troppo superficiale, gli operai della fabbrica decidono di scioperare. Durante la protesta, vengono chiamati degli scagnozzi dalla villa del padrone, e ne consegue una dura rissa durante la quale il ciondolo di Chen si rompe. Chen, furioso perché il suo cimelio di famiglia gli è stato spezzato, si scatena mettendo fuorigioco tutti gli scagnozzi. Spaventato, il direttore, per tenerlo buono, prima lo nomina custode, poi lo invita a cena e lo fa ubriacare, portandolo in seguito in un bordello, il tutto con l'intenzione di corromperlo, facendogli dimenticare le sparizioni. Chen, redarguito dai suoi compagni, che lo credono corrotto dal boss, viene così screditato.
Il ragazzo comunque non si arrende, e grazie all'informazione di una prostituta (uccisa subito dopo dal figlio del padrone, che pedina Chen) scopre la droga, e anche i cadaveri degli scomparsi, nascosti nei blocchi di ghiaccio. Il figlio del boss, insieme ai suoi uomini, attacca Chen, ma vengono tutti sconfitti, e il figlio del boss viene ucciso. Sconvolto per aver ucciso, Chen decide inizialmente di andarsene, ma scopre che i suoi amici sono stati tutti assassinati nel sonno, tra cui il bambino innocente che viveva con loro, e la cugina è stata rapita. Decide allora di vendicarli, recandosi alla villa del boss, che affronta e uccide dopo una dura lotta, per poi, nella scena finale, arrendersi davanti alla polizia chiamata dalla cugina (la ragazza era stata liberata da una cameriera durante lo scontro), la quale lo rassicura sul fatto che non verrà condannato per quanto commesso, essendo i fatti dalla sua parte.

## Produzione
È il primo film di Bruce Lee con cui l'attore acquista notorietà internazionale. Il ruolo di protagonista non era stato pensato per lui ma per l'attore James Tien che interpreta il litigioso cugino. Lee entrò in seconda battuta, come anche il regista Lo Wei, chiamato a sostituirne un altro, l'attore e regista Wu Chia Hsiang, a riprese iniziate. Il copione fu in parte riscritto durante le riprese. Il film batte tutti i record di Hong Kong con oltre 3 milioni e mezzo di dollari locali di incasso. In Italia arriverà nella primavera del 1973 come "falso" secondo film di Bruce Lee, incassando poco più di 200 milioni di lire, uscendo subito dopo il film Dalla Cina con furore, considerato erroneamente da tutti il suo primo film (ecco quindi la presenza nel titolo dell'espressione "colpisce ancora"). Negli anni verrà rieditato nei cinema italiani più volte fino alla stagione 1981/82, quando nel primo week-end di uscita batte per numero di presenze nelle sale l'horror Il tunnel dell'orrore di Tobe Hooper. Anche in America il film esce nel 1973 per secondo, dopo Fist of Fury (Dalla Cina con furore) e col titolo scambiato per errore della distribuzione (la National General): doveva intitolarsi The Chinese Connection mentre uscirà come Fist of Fury (viceversa Fist of Fury uscì come The Chinese Connection). Sarà al primo posto della top ten americana il 16 maggio 1973 nel primo week-end d'uscita.